# Aragóniai nyelvtan
Az aragóniai nyelv a spanyolországi Aragónia (Aragón) és Navarra (Nabarra) tartományokban beszélt újlatin nyelv(változat). Sokáig csak a spanyol nyelv egyik északi dialektusának tekintették, de több mint egy évtizede a spanyol mellett hivatalosan is használhatóvá vált Aragóniában. Hang- és alaktanilag átmenetet képez a spanyol és a katalán nyelv között. Érdekesség, hogy amennyiben azon nyelvészek véleményét vesszük alapul, akik az aragóniait külön nyelvnek tekintik, úgy hagyományosan az „első spanyol nyelvemlékek”-nek tekintett San Millán-i glosszák valójában aragóniai nyelven íródtak.

## Kiejtés és írás
Az aragóniai nyelv kiejtését és írását a I Congreso ta la Normalizazión del l'Aragonés 1987-es uescai (Huesca) ülése határozta meg. A kongresszus előtt az aragóniai irodalom a spanyol helyesírást követte.
A jelenlegi írás a lehetőségekhez mérten fonetikus, két kivételtől eltekintve: az aber ige egyes alakjaiban előforduló h mindig néma (ha, has, han, he), hasonlóan a nem magánhangzóval kezdődő szó előtt álló főnévi igenév -r végződéséhez.

### Az ábécé
Az aragóniai ábécé: a, b, c, ch, d, e, f, g, h, i, j, k, l, ll, m, n, ñ, o, p, qu, r, s, t, u, v, w, x, y, z.
A betűk nevei: a, be, ca, che, de, e, fe, gue, hache, i, jota, que, le, lle, me, ne, ñe, o, pe, cu, re, se, te, u, ube, ube doble, xe, ye, zeda.

### Helyesírás
Fontos tudni, hogy a c csak a, o, u és mássalhangzó előtt áll, egyéb esetben, e, i előtt qu-t írunk. Hasonlóan e, i előtt a [g] hang írásképe gu lesz. Ugyanakkor, ha e, i előtt meg kívánjuk tartani az u hang ejtését, akkor ü-nek írjuk.
A j, k, v, w csak idegen eredetű nevekben fordul elő, kiejtésük megegyezik az átadó nyelv kiejtésével.

### Kiejtés

#### Magánhangzók
- a: palócos, rövid á [a]: ziudá [θju'da]
- e: zárt, rövid é [e]: ixe ['iʃe]
- i: magyar i [i]: ista ['ista]
- o: nyílt, kissé a-szerű o [ɔ]: mozet [mɔ'θet]
- u: magyar u [u]: suyo ['sujɔ]

#### Kettőshangzók
Az i, u hangok (e, i előtt az ü is), ha magánhangzó mellé kerülnek, félhangzóvá válnak [j], [w]: piez [pjeθ], boira ['bɔjra], augua ['awgwa].

#### Mássalhangzók
A mássalhangzók közül a b, d, f, g, l, m, n, p, t kiejtése megegyezik a magyaréval: [b], [d], [g], [l], [m], [n], [p], [t]: boira ['bɔjra], cordeno [kɔr'denɔ], agora [a'gɔra], balons ['balɔns], ombre ['ɔmbre], gran [gran], pon [pɔn], maitín [maj'tin]. A többi betű kiejtése:
- c: magyar k [k]: can [kan]
- ch: magyar cs [t͡ʃ]: chenta ['t͡ʃenta]
- h: mindig néma [-]: ha [a]
- ll: lágy l [ʎ]: triballo [tri'baʎɔ]
- ñ: magyar ny [ɲ]: caña ['kaɲa]
- qu: magyar k [k]: quí [ki]
- r: szó elején erősen pergetett r [r:], szó végén nem magánhangzóval kezdődő szó előtt (többes számban is) néma [-], egyébként magyar r [r]: rematar [r:ema'ta(r)], flors [flɔs] trobar [trɔ'ba(r)]
- s: magyar sz [s]: casa ['kasa]
- x: magyar s [ʃ]: estixeras [esti'ʃeras]
- y: magyar j [j]: yo [jo]
- z: mint az angol think th-ja [θ]: piez [pjeθ]

### Hangsúly
Az aragóniai szavak általában az utolsó előtti szótagjukon hangsúlyosak, ha magánhangzóra és -n-re végződnek. Mássalhangzóra (kivéve -n-re) végződő szavak véghangsúlyosak. Az egyéb eseteket ékezet jelöli.

## A névszók nemei
Az aragóniai névszók két csoportba sorolhatóak: hímneműek és nőneműek közé. Legtöbb esetben a szavak névelőjéből és véghangzójából megállapíthatjuk a nemét.
Végződés alapján a következő ismérvek alapján dönthetünk:
- A hímnemű szavak mássalhangzóra, vagy -o, -e hangokra végződnek: piez (lábak), triballo (munka), ombre (ember).
- A nőnemű szavak végződése általában -a: agora (piactér).

A nőnemű szavakat úgy képezzük, hogy a magánhangzóra végződő főnevek záróhangját -a-ra cseréljük, a mássalhangzóra végződőknél pedig egyszerűen hozzácsatoljuk az -a-t. Pl.: mesache (fiú) – mesacha (lány), fillo (vki fia) – filla (vki lánya), berde – berda (zöld), chirmán (fiútestvér) – chirmana (lánytestvér), choben – chobena (fiatal). Esetenként tőhangváltozás is előfordul: can (kankutya) – caña (szukakutya), bel – bella (szép).
Néhány főnév esetében külön szó van a két nemre: ombre (férfi) – muller (asszony), pai (apa) – mai (anya), masto (hím) – fembra (nőstény).
Melléknevek között sok olyat találunk, amelyek nem változnak nemek szerint: azul (kék), feliz (boldog), breu (rövid), stb.
Néhány kivételtől eltekintve ezek a szabályok és a névelő ismerete egyértelművé teszi az adott névszó nemét.

## A névelők

### A határozott névelők
Normál esetben a névszók a következő névelőket kaphatják:
- Hímnemű egyes számban o, többes számban os: o triballo (a munka); os triballos (a munkák).
- Nőnemű egyes számban a, többes számban as: a casa (a ház); as casas (a házak).

Ha a szó a névelőnek megfelelő magánhangzóval kezdődik, akkor mindkét nemben a l' névelőt használjuk, melyet egybeírunk az adott szóval: l'ombre (az ember), l'augua (a víz).
Ha egy szó a névelőnek megfelelő hanggal végződik, és ez után áll a névelő, akkor az minden esetben la, lo, las, los alakúra változik: trayeba la chenta (hozom az ebédet), prenzipio lo triballo (elkezdem a munkát).
A határozott névelő összeolvadhat az előtte álló, magánhangzóra végződő elöljárószó: de (birtokviszony) – d'a, d'o, d'as, d'os; ta (-hoz, -hez, -höz) – t'a, t'o, t'as, t'os.

### A határozatlan névelők
Hasonló módon osztályozzuk a határozatlan névelőket is, melyek: un, una, unos, unas: un siñal (egy jel), una muller (egy asszony); unos mesaches (néhány fiú), unas biellas (néhány öregasszony). A többes számú alakok jelentése "néhány". Csak a de elöljáróval olvadnak össze: d'un, d'una, d'unos, d'unas – a fabla d'un país (egy ország nyelve).

## A főnevek és a melléknevek
A főnevekre és melléknevekre is a fent leírtak vonatkoznak.
A többes számuk képzésének alapszabálya: a szavakhoz egy -s ragot illesztünk, ez jelzi a többes számot: can (kutya) – cans (kutyák), boira (felhő) – boiras (felhők), gran (nagy) – grans (nagyok). Jegyezzük meg, hogy a szóvégi -r többes számban sem hangzik: flor [flɔ] (virág) – flors [flɔs] (virágok).
Rendhagyó többes számok:
- Az -ero végű szavak többes száma -ers [es] lesz: cordero (birka) – corders (birkák), minero (bányász) – miners (bányászok).
- A -t, -d végű szavak többes számában a -t, -d betűket -z-re cseréljük: mozet (fiatal) – mozez (fiatalok). Hasonlóan -z többesjelet kapnak a hangsúlyos magánhangzóra végződő szavak is (ezek már elvesztették a -t, -d végződésüket): pie (láb) – piez (lábak), ziudá (város) – ziudaz (városok).
- A susogóhangokra (-ch, -s, -x, -z) végződő szavak -es ragot kapnak: reloch (óra(mű)) – reloches (órák), aragonés (aragóniai) – aragoneses (aragóniaiak), pex (hal) – pexes (halak), zorz (egér) – zorzes (egerek).

Számos szó csak többes számú alakban létezik: balons (nadrág), diners (pénz), estixeras (olló). Vannak azonban olyan többes számú szavak is , melyeknek jelentése egyes számú: bateaguas (esernyő), birabolas (pillangó).

## Névmások

### Személyes névmások
Az alanyesetű személyes névmások a következők: yo, tu, él/ella; nusatros/nusatras, busatros/busatras, ellos/ellas. Ezeket használjuk elöljárók után is. A magázó forma a busté, bustez, mely harmadik személyű igével áll: Qué fa busté? (Mit csinál Ön/Maga?). Emelkedett hangú beszédekben előfordul az ősi bos névmás is, második személyű igével: Siga como bos queraz. (Kb.: Érezze magát jól.)
A tárgyesetű alakok: me, te, lo/la/en – le, nos/mos, bos/tos, los/las/en – les. Az en (és többi alakjai: ne, 'n, n') általános tárgyként használható: Cuántos en tiens? – No en tiengo pon. (Mennyid van? – Nincs semmim {belőle}.) A le, les indirekt tárgyi alakok. A nos/mos, bos/tos nyelvjárási változatok, az utóbbiak a kelet-aragóniaiban használatosak.

### Birtokos névmások
A birtokos névmásokat nemben és számban egyeztetni kell a vonatkozó szóval. Alakjai:
|        | Egyes szám                               | Többes szám                                          |
| 1. sz. | (o) mío, (a) mía(os) míos, (as) mías     | (o) nuestro, (a) nuestra(os) nuestros, (as) nuestras |
| 2. sz. | (o) tuyo, (a) tuya(os) tuyos, (as) tuyas | (o) buestro, (a) buestra(os) buestros, (as) buestras |
| 3. sz. | (o) suyo, (a) suya(os) suyos, (as) suyas | (o) suyo, (a) suya(os) suyos, (as) suyas             |

Példák:
- Ista ye a mía cambra; ixa ya a buestra. (Ez az én szobám, az a tiéd.)
- Quí ye o pai de Chuan? Ixe ye o suyo pai. (Ki János apja? Az/ő az ő apja.)
- Yo estié en o suyo chardín. (Az ő kertjében voltam.)

Létezik a birtoklás kifejezésének egy másik formája, ez a de (d') elöljáróval történik. Elsősorban E. 3.-ban használatos, a birtokos személyének pontosabb meghatározása végett. Példák: o mío libro = o libro de yo (a könyvem), l'auto d'ella = o suyo auto (az ő {hn} autója).

### Visszaható névmás
Csak harmadik személyben van önálló alakja: se, sen, más személynél a személyes névmás tárgyesetű alakjait használjuk. Ha visszaható igéhez tartozik, akkor kötőjellel kapcsoljuk hozzá. Példák: Teneba que rasurar-se. (Meg kellett borotválkoznia.), Abioron d'espullar sen. (Le kellett vetkőznie.)

### Mutató névmások
A közelre mutató névmások, melyek a beszélőre vonatkozva közel vannak: iste, ista, istos, istas (ez, ezek). A távolra mutató névmások, melyek a beszélőre vonatkozva távol vannak: ixe, ixa, ixos, ixas (az, azok). Mindkét formának van egy semlegesnemű változata (isto, ixo), ezeket az angol it névmáshoz hasonlóan használjuk, általában önállóan. Példák:
- Iste auto ye royo. (Ez az autó piros.)
- Ixa casa ye berda. (Ez a ház zöld.)
- Qué ye ixo? (Mi ez?)
- Iste ye o mío chirmán. (Ez a testvérem.)
- Quí dizió isto? (Ki mondta ezt?)
- Tornar ta casa: ixo ye o que quiero. (Hazamenni: ez az, amit akarok)

### Névmások kombinációja
Ha egy mondaton belül egymás mellé kerül a tárgyas és a személyes névmás, akkor az első két személyben a sorrend: tárgyas névmás – személyes névmás; ha az ige után állnak, akkor kötőjelekkel kapcsoljuk őket az igéhez: Lo te dizié. (Mondtam neki azt.), Yera dando-la-me. (Nekem adta azt.), Los mos ferán maitín. (Ők csinálják nekünk azt.), Remera trayer-las-te! (Emlékeztess, hogy hozd magaddal.)
Harmadik személyben a sorrend fordított: Da-les-ne agora mesmo! (Add most nekik!), No le'n querió amprar. (Nem akarta kölcsönkérni tőle.)
A visszaható névmások – az en kivételével – a tárgyi névmás után állnak: Tos sen dioron a conoxer. (Próbálják megértetni magukat veled.), No me se'n da cosa! (Ne törődj vele!)

## Az ige
Az igék általában önállóan állnak, mivel kifejezik a beszélő személyét, az alanyt nem kell kitenni.

### Szabályos igék
Az aragóniaiban három igeragozás van, főnévi igenevük alapján különböztethetők meg: 1. ragozás: -ar, 2. ragozás: -er, 3. ragozás: -ir. A fénévi igenevet akkor használjuk, ha egy igét főnévi értelemben kívánunk használni: Ye difízil de dizir. (Nehéz elmondani.), Queremos crompar ixa casa. (Meg akarjuk venni azt a házat.), No te sintié plegar. (Nem hallottalak jönni.)
A következőkben a trobar (keresni), meter (tenni), bibir (élni) igéken keresztül ismerkedünk meg az igealakokkal.

#### Kijelentő mód – Jelen idő
Kifejezi a jelen idejű mindennapos cselekvést, a pillanatnyi cselekvést, valamint a "történelmi jelent" (ez utóbbit magyarra múlt időfel fordítjuk).
- trobar: trobo, trobas, troba, trobamos, trobaz, troban
- meter: meto, metes, mete, metemos, metez, meten
- bibir: bibo, bibes, bibe, bibimos, bibiz, biben

Példák:
- Biengo astí toz os chuebes. (Idejövök minden csütörtökön.)
- Qué fas? (Mit csinálsz {éppen}?)
- Zésar muere en o 44 antis de Cristo. (Caesar i. sz. 44-ben halt meg.)

#### Kijelentő mód – Múlt idő
Ez az igeidő fejezi ki a múltban megtörtént általános cselekvéseket.
- trobar: trobé, trobés, trobó, trobemos, trobez, troboron/trobón
- meter: metié, metiés, metió, metiemos, metiez, metioron/metión
- bibir: bibié, bibiés, bibió, bibiemos, bibiez, bibioron/bibión

A keleti nyelvjárásban ezt az igeidőt az anar jelen idejének és az adott ige főnévi igenevének kapcsolatával képzik.
Példák:
- La trobé ayere. (Tegnap megtaláltam őt.)
- Nunca pleguez astí. (Sosem értél ide.)
- No te beyoron/beyón en a chunta. (Nem láttalak a találkozón.)
- Ixo lo ban rematar fa muito tiempo. (Már régen befejezték.)

#### Kijelentő mód – Folyamatos múlt idő
Ez az igeidő fejezi ki a múltban egy adott pillanatban megtörtént cselekvéseket.
- trobar: trobaba, trobabas, trobaba, trobábanos, trobabaz, trobaban
- meter: meteba, metebas, meteba, metébanos, metebaz, meteban
- bibir: bibiba, bibibas, bibiba, bibibanos, bibibaz, bibiban

Példák:
- Allora no lo sabébanos. (Nem tudtam akkor.)
- Estudeaba dreito cuan la conoxié. (Jogot tanult, mikor megismerkedtünk.)
- De nino chugaba en ista calle. (Gyerekként ebben az utcában szoktunk játszni.)

#### Kijelentő mód – Jövő idő
Ez az igeidő fejezi ki a jövő idejű cselekvéseket.
- trobar: trobaré, trobarás, trobará, trobaremos, trobarez, trobarán
- meter: meteré, meterás, meterá, meteremos, meterez, meterán
- bibir: bibiré, bibirás, bibirá, bibiremos, bibirez, bibirán

Ezt az igeidőt az aber jelen idejének és az adott ige főnévi igenevének kapcsolatával is képzik.
Példák:
- Maitín plegarán. (Holnap érkeznek.)
- No bibirás ta cutio. (Nem fogsz örökké élni.)

#### Feltételes mód
Ez az igeidő fejezi ki a feltételes cselekvéseket.
- trobar: trobarba, trobarbas, trobarba, trobárbanos, trobarbaz, trobarban
- meter: meterba, meterbas, meterba, metérbanos, meterbaz, meterban
- bibir: bibirba, bibirbas, bibirba, bibírbanos, bibirbaz, bibirban

Külső hatásra igen széles körben használják a spanyolos alakokat: trobaría, trobarías, trobaría, trobaríanos, trobaríaz, trobarían, …
Példák:
- Me cuacarba tastar-lo. (Szeretném megkóstolni.)
- Dengún no poderba fer-lo-millor. (Senki sem csinálná jobban.)

#### Kötő mód – jelen idő
- trobar: trobe, trobes, trobe, trobemos, trobez, troben
- meter: meta, metas, meta, metamos, metaz, metan
- bibir: biba, bibas, biba, bibamos, bibaz, biban

Példák:
- Si yo estase tu, no dizirba cosa. (A helyedben nem szólnék semmit. tkp: "ha én lennék te…")
- Sisquiera no se faigan mal! (Kívánom, hogy ne legyen semmi bajuk.)

#### Kötő mód – múlt idő
- trobar: trobase, trobases, trobase, trobásenos, trobasez, trobasen
- meter: metese, meteses, metese, metésenos, metesez, metesen
- bibir: bibise, bibises, bibise, bibísenos, bibisez, bibisen

Példák:
- Sisquiá plebese! (Szereném, ha esne.)
- Si no bibisez tan lexos… (Ha nem élnél olyan messze…)

#### Felszólító mód
Csak második személyben használjuk! Más esetekben a kötő mód alakjati használjuk.
- trobar: troba, trobaz
- meter: mete, metez
- bibir: bibe, bibiz

Példák:
- Dixa-me estar! (Legyek!)
- Traye-lo ya! (Hozd már!)
- Sigamos an debemos estar! (Legyünk ott, ahol lennünk kell!)

#### Határozói igenév
Akkor használjuk, ha az igét határozóként akarjuk használni.
- trobar: trobando, a keleti nyelvjárásokban: trobán
- meter: metendo, a keleti nyelvjárásokban: metén
- bibir: bibindo, a keleti nyelvjárásokban: bibín

Példák:
- En rematando a faina, marcharemos. (Munkánk befejetével el fogunk menni.)
- Lo consiguió fochando ambute. (Kemény munkával szerezte meg.)

#### Múlt idejű melléknévi igenév
Akkor használjuk, ha az igét melléknévként akarjuk használni. Nemek szerint két alakja van.
- trobar: trobau/trobato – trobada/trobata
- meter: metiu/metito – metida/metita (erős alak: meso – mesa)
- bibir: bibiu/bibito – bibida/bibita

Példák:
- Ista ye a pata crebada. (Ez egy törött láb.)
- No lo eban leyiu encara. (Még nem olvasták el.)
- Dito isto, se'n fue. (Ezt modta és elment.)

#### Összetett igealakok
A tranzitív igék összetett alakjait az aber ige és a főige múlt idejű melléknévi igenévi alakjával képezzük. A nem tranzitív igék egy részénél ugyanígy járunk el, de itt a segédige az estar lesz. Példák: He trobau. (Megtaláltam.), Zilia ya se'n ye ida. (Zilia már elment.)
Figyeljünk a múlt idejű melléknévi igenév használatára: Han bendid as todas as güellas que teneban. (Eladták az összes birkájukat, amijük volt.)
- Kijelentő mód – befejezett jelen idő: he, has, ha, emos, ez, han + trobau/meso/bibiu. Kifejezések: plegar de vagy rematar de: Plego de dizir-lo-te. (Éppen most mondtam neked.); lebar fendo (dende fa): Lebamos estudeanto dende as güeito. (Nyolc óra óta tanultunk.), No la he bisto dende fa zinco ańadas. (Öt éve nem láttam őt.)
- Kijelentő mód – régmúlt idő: eba, ebas, eba, ébamos, ebaz, eban + trobau/meso/bibiu. Ritkábban használt alakok: abié, abiés, abió, abiemos, abiez, abioron/abión + trobau/meso/bibiu.
- Kijelentő mód – befejezett jövő idő: abré, abrás, abrá, abremos, abrez, abrá + trobau/meso/bibiu.
- Feltételes mód – befejezett jelen idő: aberba, aberbas, aberba, abérbanos, aberbaz, aberban + trobau/meso/bibiu.
- Kötő mód – befejezett jelen idő: aiga, aigas, aiga, aigamos, aigaz, aigan + trobau/meso/bibiu.
- Kötő mód – régmúlt idő: ese, eses, ese, ésenos, esez, esen + trobau/meso/bibiu.
- Befejezett főnévi igenév: aber + trobau/meso/bibiu.
- Befejezett határozói igenév: abendo + trobau/meso/bibiu.

### Rendhagyó igék

#### Estar – lenni
Az estar igével általában a létezést fejezzük ki, de szerepe van a szenvedő szerkezetben is.
- Kijelentő mód – jelen idő: soi, yes, ye, semos, soz, son
- Kijelentő mód – múlt idő: yera, yeras, yéranos, yeraz, yeran
- Kijelentő mód – folyamatos múlt idő: estié, estiés, estió, estiemos, estiez, estioron/estión (keleten: boi estar, bas estar, ba estar, bam estar, baz estar, ban estar)
- Kijelentő mód – jövő idő: estaré, estarás, estará, estaremos, estarez, estarán (használják a spanyolos formát is: seré, serás, será, seremos, serez, serán)
- Feltételes mód: estarba, estarbas, estarba, estárbanos, estarbaz, estarbán (használják a spanyolos formát is: estaría/sería, estarías/serías, estaría/sería, estaríanos/seríanos, estaríaz/seríaz, estarían/serían)
- Kötő mód – jelen idő: siga, sigas, siga, sigamos, sigaz, sigan
- Kötő mód – múlt idő: estase, estases, estase, estásenos, estasez, estasen
- Felszólító mód: sé, sez
- Határozói igenév: estando
- Múlt idejű melléknévi igenév: estau/estato – estada/estata

#### Aber – bírni
Az aber igét általában segédigeként használjuk (múlt idejű melléknévi igenévvel), de előfordul más esetben is: Emos triballau muito. (Keményen dolgoztunk.), Abié de dixar o triballo. (Fel kellett adnom a munkahelyemet.), Eban una casa en ixe puesto. (Van egy háza azon a helyen.)
- Kijelentő mód – jelen idő: he, has, ha, emos, ez, han
- Kijelentő mód – múlt idő: eba, ebas, eba, ébanos, ebaz, eban
- Kijelentő mód – folyamatos múlt idő: abié, abiés, abió, abiemos, abiez, abioron/abión (keleten: boi aber, bas aber, ba aber, bam aber, baz aber, ban aber)
- Kijelentő mód – jövő idő: abré, abrás, abrá, abremos, abrez, abrán
- Feltételes mód: aberba, aberbas, aberba, abérbanos, aberbaz, aberban (használják a spanyolos formát is: abría, abrías, abría, abríanos, abríaz, abrían)
- Kötő mód – jelen idő: aiga, aigas, aiga, aigamos, aigaz, aigan
- Kötő mód – múlt idő: ese, eses, ese, ésenos, esez, esen
- Felszólító mód: az abe, abez alakokat ritkán használják, helyettük a tiene tu, tenez busatros használatos.
- Határozói igenév: abendo
- Múlt idejű melléknévi igenév: abiu/abito – abida/abita

#### Fer – tenni, csinálni
A fer igét általában a magyar "tenni, csinálni, készíteni, stb." jelentésben használatos, ritkán előfordul speciális jelentéssel is: Qué febaz con ixos trastes? (Mit csináltál azzal a szerszámmal?), A yaya mos fazié lamins. (A nagymama sütött nekünk süteményt.), Cuanto más escribe, pior lo fa. (Minél többet ír, annál rosszabban csinálja.). A fa + időkifejezés fordítása: plegoron fa tres diyas (három nappal ezelőtt érkeztek).
- Kijelentő mód – jelen idő: foi, fas, fa, femos, fez, fan
- Kijelentő mód – múlt idő: feba, febas, feba, fébanos, febaz, feban
- Kijelentő mód – folyamatos múlt idő: fazié, faziés, fazió, faziemos, faziez, fazioron/fazión (keleten: boi fer, bas fer, ba fer, bam fer, baz fer, ban fer)
- Kijelentő mód – jövő idő: feré, ferás, ferá, feremos, ferez, ferán
- Feltételes mód: ferba, ferbas, ferba, férbanos, ferbaz, ferban (használják a spanyolos formát is: fería, ferías, fería, feríanos, feriaz, ferían)
- Kötő mód – jelen idő: faiga, faigas, faiga, faigamos, faigaz, faigan
- Kötő mód – múlt idő: fese, feses, fese, fésenos, fesez, fesen
- Felszólító mód: fe, fez
- Határozói igenév: fendo
- Múlt idejű melléknévi igenév: feito

Néhány kifejezés: fer mal (fájni, fájdalmat érezni), fer goyo (boldognak lenni), fer-se biello (megöregedni), fer prebo (jól lenni), fer a figa (vidámnak lenni).